# Дуймагамбетова, Санду Дуймагамбетовна
Санду Дуймагамбетовна Дуймагамбетова (23 октября 1919 — 13 августа 2002) — советский и казахский педагог, учёный, общественный деятель. Кандидат химических наук, доцент.

## Биография
Родилась 23 октября 1919 года в селе Аккайын Махамбетского района Атырауской области.
В 1938 году окончила среднюю школу им. О.Исаева в Гурьеве.
Назначена на должность 1-го секретаря Гурьевского горкома комсомола. В последующие годы работала лектором Гурьевского обкома партии. Принимала активное участие в общественной, социально-экономической жизни города.
В 1949 году окончила Казахский государственный университет им. С. М. Кирова по специальности преподаватель химии.
1949—1968. Старший преподаватель, доцент Казахского государственного женского педагогического института.
Обучение в аспирантуре в Казахском государственном университете им. С. М. Кирова. В 1963 году стала кандидатом химических наук.
В 1969 году назначена ректором Гурьевского педагогического института.
После 1972 года работала старшим научным сотрудником Академии наук Казахской ССР.

## Годы работы в Гурьевском педагогическом институте
В те годы, когда Санду Дуймагамбетовна возглавляла Гурьевский педагогический институт, аспиранты из института успешно защитили диссертации и вернулись обратно. Некоторые из них впоследствии стали докторами наук и профессорами. Это З. Алдамжаров, К. Сейталиев, Г. Нигметов, М. Абдолов, С. Кусниднов, И. Тажимуратов, К. Ажигалиев, К. Доскалиев, Б. Жанетов, Н. Алдабергенов, Б. Сулейменов, Т. Жуманова, Э. Иманкулов, А. Лукпанов, Т. Жасмамбетов. Особое внимание было уделено научному росту и профессиональному развитию коллектива. В 1970 году профессорско-преподавательский состав увеличился до 119 человек, в том числе 17 ученых, а более 30 преподавателей прошли обучение в аспирантуре.

## Награды и звания
За годы службы награждена несколькими медалями и Почетной грамотой Верховного Совета Казахской ССР за трудовую, научную творческую работу.